# Франц Шенветтер
Франц Шенветтер (нім. Franz Schönwetter, 13 грудня 1910 — ?) — австрійський футболіст, що грав на позиції лівого нападника. Чемпіон Австрії у складі «Вієнни».

## Клубна кар'єра
У сезоні 1931-32 став гравцем клубу «Вієнни». Його конкурентом на позиції лівого нападника був Франц Ердль, якого Шенветтеру не вдалося витіснити з основи. Чемпіонат 1931-32 «Вієнна» завершила на другому місці, пропустивши вперед себе «Адміру». Шенветтер зіграв 5 матчів і забив три голи. Влітку клуб виступав у Кубку Мітропи 1932. В чвертьфіналі команда зустрічалась з угорським «Уйпештом». В першому матчі австрійці вдома перемогли 5:3, а Шенветтер забив три голи. Після цього він був основним до кінця змагань. В матчі-відповіді команди зіграли внічию з рахунком 1:1. У півфіналі «Вієнна» зустрічалася з італійською «Болоньєю». Враховуючи те, що учасники другого півфіналу «Ювентус» (Турин) і «Славія» (Прага) були дискваліфіковані, переможець двобою між «Вієнною» і «Болоньєю» фактично ставав переможцем турніру. У першій грі в Італії господарі здобули перемогу з рахунком 2:0. У матч-відповіді у Відні Шенветтер відзначився голом на початку гри, але на більше команда не спромоглася, тому результат 1:0 на користь господарів приніс загальну перемогу італійській команді. 
У сезоні 1932-33 «Ферст Вієнна» стала чемпіоном Австрії, а Шенветтер зіграв лише 6 матчів без голів. Не змінився його статус у складі «Вієнни» і на початку наступного сезону 1933-34, тому він вирішив посеред сезону перейти в клуб «Лібертас» (Відень). Встиг зіграти зі нову команду до кінця чемпіонату 11 матчів, в яких забив 8 голів. Але в наступному сезоні 1934-35 Шенветтер перестав постійно грати і в «Лібертасі». Під час сезону перейшов до аустсайдера чемпіонату «Фаворитнера», в складі якого зіграв тільки один матч.
В наступні роки грав у клубах нижчих дивізіонів «Геррманн» (Відень) і «Демон» (Відень).

## Статистика виступів

### Статистика виступів у кубку Мітропи
| №                      | Розіграш               | Стадія                 | Дата та місце проведення | Команда 1              | Рахунок | Команда 2         | Голи та інші дії |
| ---------------------- | ---------------------- | ---------------------- | ------------------------ | ---------------------- | ------- | ----------------- | ---------------- |
| 1                      | 1932                   | 1/4                    | 25.06.1932 Відень        | Ферст Вієнна           | 5:3     | Уйпешт (Будапешт) | 11', 30', 90'    |
| 2                      | 1932                   | 1/4                    | 29.06.1932 Будапешт      | Уйпешт (Будапешт)      | 1:1     | Ферст Вієнна      |                  |
| 3                      | 1932                   | 1/2                    | 10.07.1932 Болонья       | Болонья                | 2:0     | Ферст Вієнна      |                  |
| 4                      | 1932                   | 1/2                    | 17.07.1932 Відень        | Ферст Вієнна           | 1:0     | Болонья           | 13' (пен.)       |
| Всього у кубку Мітропи | Всього у кубку Мітропи | Всього у кубку Мітропи | Всього у кубку Мітропи   | Всього у кубку Мітропи | 4       |                   | 4                |

## Титули і досягнення
- Чемпіон Австрії (1):

«Вієнна» (Відень): 1933
- Срібний призер чемпіонату Австрії (1):

«Вієнна» (Відень): 1932